# Maison Counet
Pour les articles homonymes, voir Counet.
La Maison Counet est une des œuvres maîtresses de l'architecte liégeois Victor Rogister.
Elle compte parmi ses plus belles réalisations art nouveau à Liège au même titre que la Maison Piot, la Maison Pieper et la Maison Lapaille.

## Situation
Cet immeuble imposant se situe à l'angle de la place du Congrès (no 19) et de la rue du Parlement dans le quartier d'Outremeuse à Liège.
On remarquera d'ailleurs deux autres constructions art nouveau du même Victor Rogister dans cette rue du Parlement en voisins de la Maison Counet aux no 2 (maison) et 6/8 (immeuble atelier appelé Maison aux Aztèques).

## Description
À l'instar de la Maison Lapaille construite peu de temps après, la Maison Counet est réalisée dans un style Art nouveau proche du mouvement de la sécession viennoise.

### La façade
La première impression en découvrant ce bâtiment est la blancheur de sa façade. 
Pourtant, les trois quarts inférieurs du rez-de-chaussée sont construits d'un mélange harmonieux de grès et de pierre de taille. 
Sur toute la façade, une unité de style domine : unité dans la forme de toutes les baies rétrécies en leur quart supérieur, unité dans l'alignement horizontal de petits carrés de céramique bleue au sommet des baies du rez-de-chaussée, sous les fenêtres de premier niveau et à la moitié des baies du second étage. 
Les baies, dans leur partie rétrécie, sont divisées par des petits bois doubles et droits qui enferment entre eux de fins petits vitraux bleus.
Les modillons de la corniche sont nombreux sur les parties droites de la façade mais totalement absents sur la partie circulaire.

### La tourelle d'angle
La tourelle est l'originalité de cette maison et semble être unique parmi les constructions art nouveau à Liège.
Placée en encorbellement, supportée par une console en pierre, elle paraît s'extraire avec légèreté du coin du bâtiment pour gravir les deux niveaux jusqu'au toit. Elle est percée de huit baies identiques. La tourelle d'angle magnifie cette œuvre de Victor Rogister.

### Les sculptures
Autour de la porte d'entrée ainsi qu'à l'angle de la maison, trois sculptures sur pierre apportent un peu de mystère à l'édifice.
En effet, ces sculptures représentent trois têtes féminines bâillonnées, casquées et les yeux clos.
La franc-maçonnerie que Victor Rogister connaissait bien l'a-t-elle inspiré en prônant les règles de discrétion d'usage hors de la loge ou faut-il chercher au Japon la symbolique des trois singes de la sagesse dont la devise est « Ne rien voir de mal, ne rien entendre de mal, ne rien dire de mal » ?

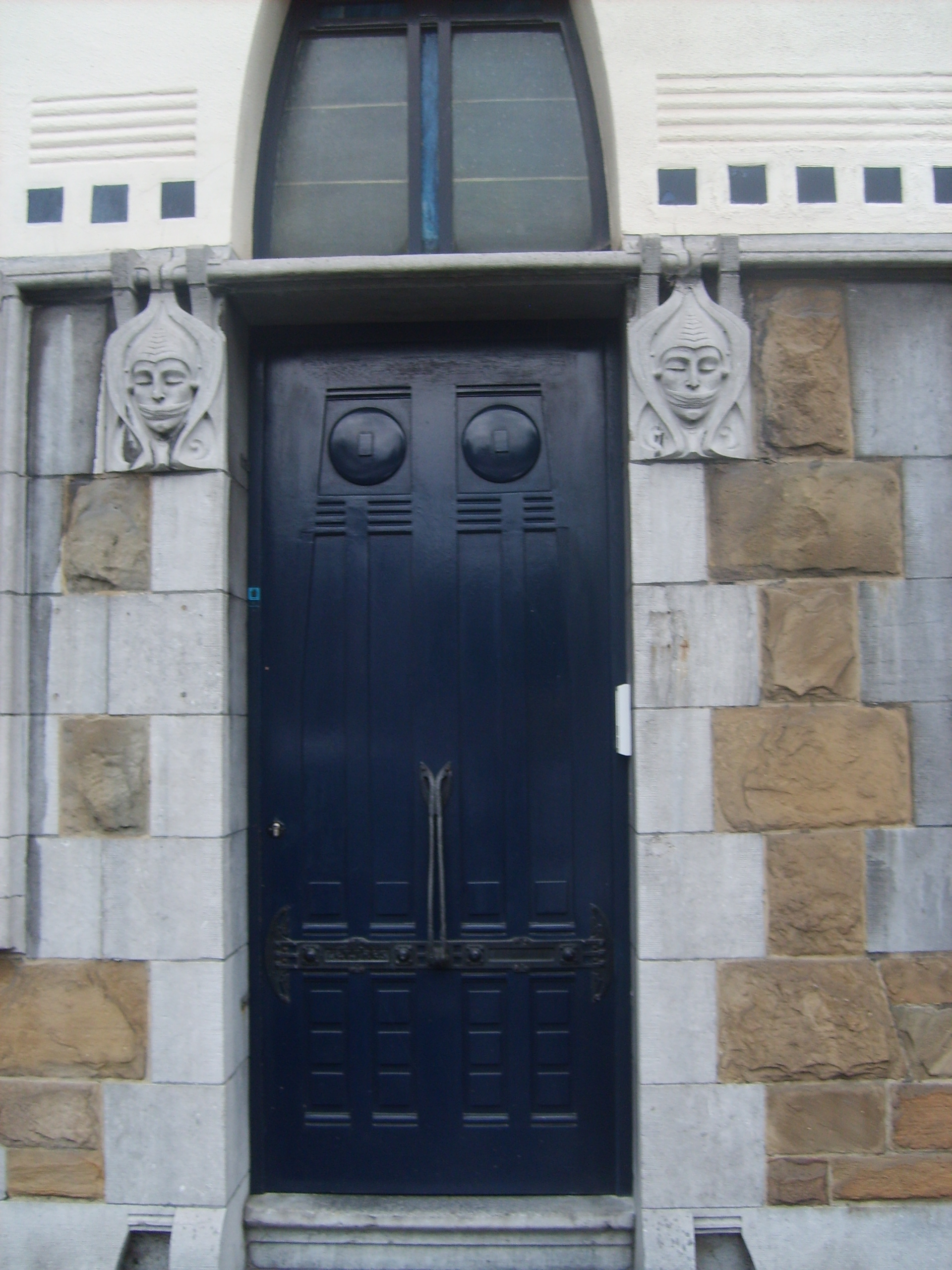
Maison Counet: porte d'entrée et sculptures
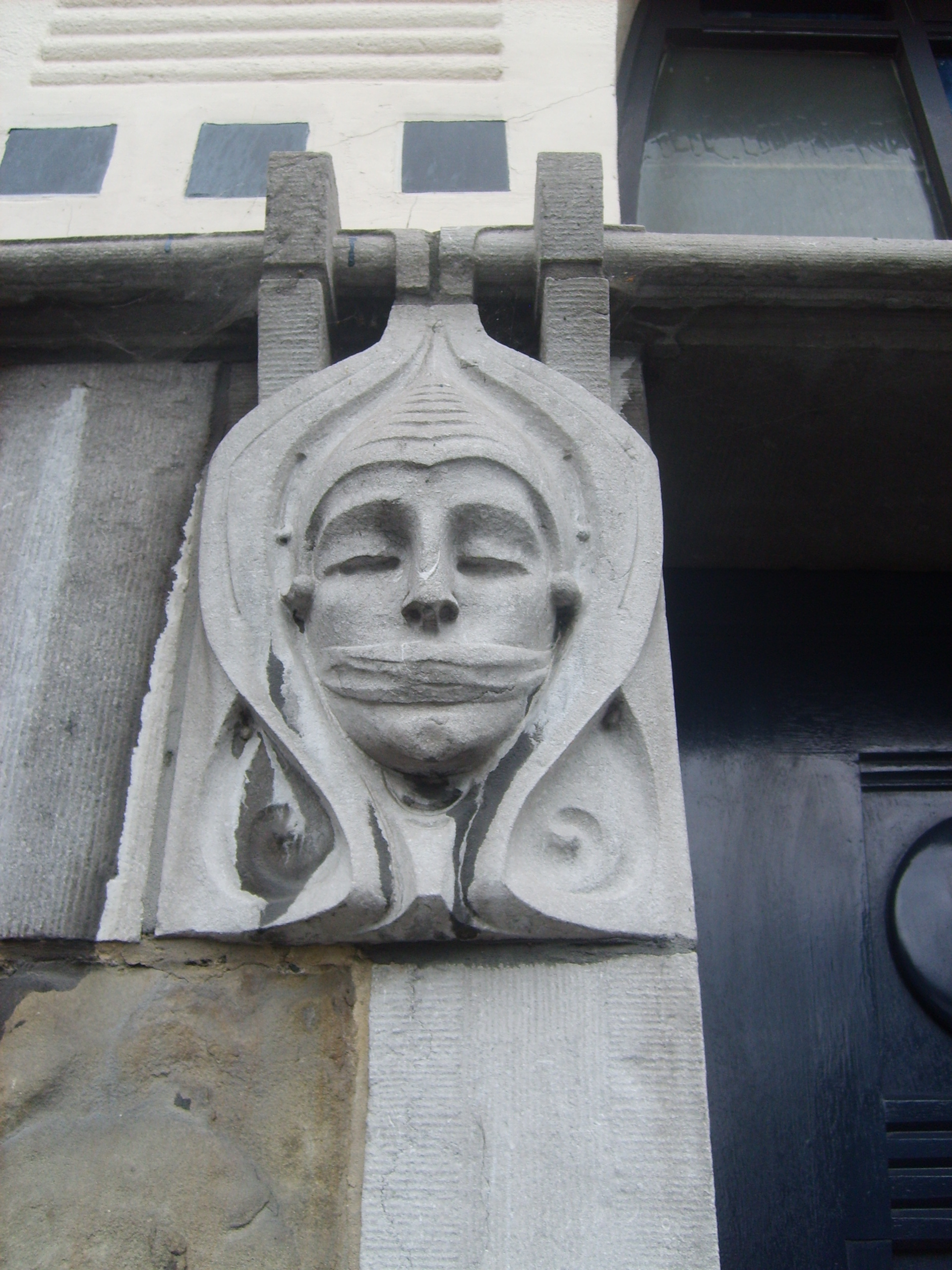
Maison Counet : tête bâillonnée

## Sources
- Alice Delvaille et Philippe Chavanne, L'Art nouveau en Province de Liège, 2002, pages 68/69,  (ISBN 2-87114-188-6)
- « Inventaire du patrimoine culturel immobilier - Maison Counet », sur spw.wallonie.be (consulté le 15 septembre 2018)